# St. Valentine’s Day Massacre (EP)
St. Valentine’s Day Massacre ist eine gemeinsame EP der Bands Motörhead und Girlschool, die am 1. Februar 1981 unter dem gemeinsamen Bandnamen Headgirl veröffentlicht wurde. Die EP besteht aus drei Tracks, die im Dezember 1980 in den Jacksons Studios in Rickmansworth, London, in England aufgenommen wurden. Die EP mit dem Haupttrack Please Don’t Touch, einer Coverversion des gleichnamigen Songs von Johnny Kidd & the Pirates aus dem Jahr 1959, stieg in Großbritannien in die UK Singles Charts ein und erreicht dort Anfang 1981 den Rang 5.

## Hintergrund
Die Zusammenarbeit zwischen den beiden britischen Bands Motörhead und Girlschool begann im März 1979, als Motörhead ihre erste große Tournee mit dem Album Overkill begannen und Girlschool als Vorgruppe mit auf Tour gingen. Lemmy hatte die Single Take It All Away gehört und fand sie und die Idee einer „Mädchenband“ sehr gut. Seiner Meinung nach war Kelly Johnson so gut wie jeder andere Gitarrist, den er in seinem Leben gesehen hatte. Ende Dezember 1980 verletzte sich Motörheads Schlagzeuger Phil Taylor an der Halswirbelsäule und konnte bei den laufenden Auftritten und Aufnahmen der Band nicht weiter spielen, weshalb Motörheads Produzent Vic Maile vorschlug, eine Single mit Girlschool, mit denen er ebenfalls arbeitete, aufzunehmen. Das Ergebnis war die EP St. Valentine’s Day Massacre, auf der die Bands im Duett eine Coverversion des Liedes Please Don’t Touch von Johnny Kidd & The Pirates. Zudem coverten sich die Bands gegenseitig, sodass Girlschool den Song Bomber von Motörhead und Motörhead Emergency von Girlschool einspielten. Da Phil Taylor nicht verfügbar war, spielte die Girlschool-Schlagzeugerin Denise Dufort als einzige bei allen drei Songs.

## Veröffentlichung
Die EP wurde 1981 in 7"- und 10"-Vinylformaten veröffentlicht, beide mit dem gleichen Cover und der gleichen Titelliste. Sie erreichte im Februar Platz 5 der britischen Singles-Charts. Es gibt ein Bootleg St. Valentine’s Day Massacre in Form eines doppelten 12"-Vinyl-Album mit weißen Etiketten, das zusätzlich Aufnahmen der Sets von Motörhead und Girlschool aus einem Rockstage-TV-Special von 1981 im Theatre Royal in Nottingham enthält. Am 19. Februar 1981 spielten die beiden Bands unter dem Namen Headgirl Please Don’t Touch auf BBC TV’s Top of the Pops, um die Veröffentlichung der EP zu unterstützen. Sie spielten das Lied zudem in Folge 62 der deutschen Fernsehsendung Musikladen, die am 4. April 1981 ausgestrahlt wurde.
Die Songs Please Don’t Touch und Emergency waren beide auf dem Compilation-Album No Remorse von 1984 und später auf der Neuauflage von Ace of Spades von Castle Records von 1996 zu hören.

## Titelliste
Die Titelliste der Originalveröffentlichung 1981 enthielt:
1. Please Don’t Touch (Johnny Kidd, Guy Robinson) – 2:48
2. Bomber (Lemmy Kilmister, Eddie Clarke, Phil Taylor) – 3:30
3. Emergency (Denise Dufort, Kelly Johnson, Kim McAuliffe, Enid Williams) – 3:03

## Belege
1. 1 2  Motörhead. officialcharts.com, abgerufen am 20. April 2020 (englisch).
2. ↑  Motörhead - No Remorse bei Discogs (englisch); abgerufen am 4. Mai 2020.
3. ↑  Motörhead - Ave of Spades (1996) bei Discogs (englisch); abgerufen am 4. Mai 2020.
4. ↑  Motörhead / Girlschool – St Valentines Day Massacre bei Discogs (englisch); abgerufen am 4. Mai 2020.